# 9月30日 (旧暦)
旧暦9月30日（きゅうれきくがつさんじゅうにち）は、旧暦9月の30日目である。年によっては9月の最終日となる。六曜は友引である。

## できごと
- 寛平6年（ユリウス暦894年11月1日） - 菅原道真の建白により遣唐使の廃止が決定
- 元禄元年（グレゴリオ暦1688年10月23日） - 貞享から元禄に改元

## 誕生日
- 成化8年（ユリウス暦1472年10月31日） - 王陽明、明の儒学者・陽明学の祖
- 1917年 - 朴正煕、軍人、政治家、大韓民国大統領（+ 1979年）

## 忌日
- 観応2年/正平6年（ユリウス暦1351年10月20日） - 夢窓疎石、臨済宗の僧（* 1275年）
- 寛政8年（グレゴリオ暦1796年10月30日） - 牧野貞長、政治家（* 1733年）